# 藤掛永勝
藤掛 永勝（ふじかけ ながかつ）は、戦国時代から安土桃山時代にかけての武将、丹波国の小大名。江戸時代初期の旗本。
系図によって藤掛と藤懸が混在するが、『寛政重修諸家譜』によれば、姓は藤懸の字が正しい。

## 生涯
弘治3年（1557年）、織田氏の末流で、織田永継の子として誕生。2歳の時に父と別れて、外祖父・藤懸善右衛門に養育されたことから藤懸姓を称した。初名は吉勝。
父・永継も織田信長の家臣で、永禄10年（1567年）、永勝も11歳の頃から信長に仕えた。
『 浅井三代記』によれば、信長の妹お市が浅井長政との婚儀に際して、永勝はお市に随伴して小谷城に入ったとされるが、婚儀は信長に仕え始めたという永禄10年か11年頃であり、谷口克広は『重修譜』の年齢を信じるならば誤りであろうとする。また同じく『浅井三代記』には、天正元年（1573年）の小谷落城時はお市や浅井三姉妹を救出して岐阜城に帰参したとする。
天正7年（1579年）、信長の四男・秀勝が羽柴家の継嗣として羽柴秀吉に養子入りすると、信長の命によってその輔佐に任じられた。
信長の死後、秀勝が丹波一国の国主に封ぜられると、6,000石を与えられた。天正12年（1584年）、小牧・長久手の戦いにも秀勝と共に従軍。
天正13年（1585年）12月、秀勝の病死に伴い、秀吉に直臣として召し抱えられた。この時に次男・永元に1,000石を分知した。天正18年（1590年）の小田原の役に従軍した際には「藤懸三河」とあり、天正12年から18年の間に、従五位下、三河守に叙任されたらしい。
文禄元年（1592年）、文禄の役に従軍し、2百人を率いて渡海。晋州城攻めで武功を挙げた。
加増を重ねたようだが、『藤懸氏系図』には丹波氷上郡小雲に1万3,000石とあり、『桃山末分限帳』によれば慶長5年（1600年）の時点で丹波何鹿郡上林に1万5,000石、『重修譜』では何鹿郡へは関ヶ原の役の後の慶長6年（1601年）の移封とする。
関ヶ原の戦いでは西軍に与して、大坂城下の高麗橋を服部正栄と共に警備した後、丹後田辺城攻めに参加したが、細川幽斎と親しく、攻撃は形だけであったという。
戦後、旧領6,000石安堵と家記にはあるが、除封は免れたが、旧領を半減されて減封か。上林に入部して石橋村の城山の尾根、旧上林城跡の麓に、藤懸陣屋を構えた。この頃より、美作守を称したようだ。次男・永元は大坂の役で戦死したので、分家は失領した。
元和3年（1617年）6月5日、京都にて死去した。享年61。家督は嫡男・永重が継いだ。藤懸氏は分知で所領を減らすが、曾孫・永次の代でも大身旗本（4,500石）であり、以後も存続した。